# First TransPennine Express
First TransPennine Express – brytyjski przewoźnik kolejowy, posiadający koncesję na obsługę pasażerską grupy tras łączących miasta północnej części wschodniego i zachodniego wybrzeża Anglii (a zatem przechodzących przez Góry Pennińskie, od których pochodzi nazwa firmy). Firma oferuje również połączenia z Manchesteru do Glasgow i Edynburga. Pociągi tego operatora zatrzymują się na łącznie 67 stacjach. Okres koncesyjny rozpoczął się w lutym 2004. Współwłaścicielami spółki są dwie grupy transportowe: brytyjska FirstGroup (55%) i francuska Keolis (45%).
Firma eksploatuje wyłącznie spalinowe zespoły trakcyjne. Większość jej floty - 51 zestawów - stanowią pociągi typu British Rail Class 185. Uzupełniająco używa składów British Rail Class 170, których ma obecnie dziewięć.